# Pogarda (film)
Pogarda (fr. Le mépris) – francusko-włoski dramat filmowy z 1963 roku w reżyserii Jean-Luca Godarda, zrealizowany na podstawie powieści pod tym samym tytułem autorstwa Alberta Moravii. Zdjęcia kręcono w Rzymie i na wyspie Capri.

## Fabuła
Amerykański producent filmowy Jeremy Prokosch (Jack Palance) zatrudnia szanowanego austriackiego reżysera Fritza Langa (gra samego siebie), by zrealizował ekranizację Odysei Homera. Po obejrzeniu wstępnych materiałów Langa Prokosch uznaje je za zbyt artystowskie, jest wściekły, i wynajmuje Paula Javala (Michel Piccoli), powieściopisarza i dramaturga, by przerobił scenariusz. Prokosch, milioner i playboy, zaczyna się interesować atrakcyjną żoną Javala (Brigitte Bardot), co doprowadza do kryzysu w tym małżeństwie.